# Faxinal do Soturno
Faxinal do Soturno es un municipio brasileño del estado de Rio Grande do Sul.
Se encuentra ubicado en las coordenadas 29°34′29″S 53°26′41″O / -29.57472, -53.44472, estando a una altitud de 53 metros sobre el nivel del mar. Su población estimada para el año 2004 era de 6.953 habitantes.
Ocupa una superficie de 165,93 km².

## Paleontología
Esta ciudad pertenece a geoparque de Paleorrota.
- Datos: Q1758171
- Multimedia: Faxinal do Soturno / Q1758171